# Алкаліди
Алкаліди (англ. alkalides) — діамагнітні комплекси криптандів, що містять аніони лужних
металів (Na–, K–, Rb–, Cs–), пр., [Na(crypt-222)]+Na–. Одержуються при співвідношенні криптанд: метал 1:2.
Алкалід — хімічна сполука, в якій атомами лужного металу є аніон з зарядом або Ступінню окиснення –1.
До першого відкриття алкалідів у 1970-х роках було відомо, що лужні метали з’являються лише в солях лише як катіони із зарядом або ступенем окиснення +1.
Ці типи сполук становлять теоретичний інтерес через свою незвичність стехіометрії і низький потенціал іонізації.